# MacGyver (serial telewizyjny 2016)
MacGyver – amerykański serial telewizyjny (dramat przygodowy, akcja) wyprodukowany przez 101st Street Television, Atomic Monster, Lionsgate Television oraz CBS Television Studios, który jest nową adaptacją serialu o tym samym tytule, który był emitowany w latach 1985–1992 przez ABC. „MacGyver” jest emitowany od 23 września 2016 roku przez CBS.
W Polsce serial jest emitowany od 5 grudnia 2017 roku na AXN, a od 28 listopada 2018 roku zostanie emitowany także w Polsacie w środy o godz. 20:00.

## Fabuła
Fabuła serialu skupia się na Angusie MacGyverze, który potrafi rozwiązać trudne problemy. Sam zakłada tajną organizację, której celem jest ratowanie ludzi w trudnych sytuacjach.

## Obsada

### Główna
- Lucas Till jako Angus „Mac” MacGyver[3]
- George Eads jako Jack Dalton[4]
- Tristin Mays jako Riley Davis[5]
- Justin Hires jako Wilt Bozer[6]
- Sandrine Holt jako Patricia Thornton[7]
- Meredith Eaton jako Matilda „Matty” Webber[8]
- Isabel Lucas jako Samantha Cage
- Levy Tran jako Desiree Nguyen
- Henry Ian Cusick jako Russell Taylor

## Odcinki
| Sezon | Odcinek | Liczba Odcinki | Oryginalna emisja w CBS | Oryginalna emisja w CBS | Oryginalna emisja w AXN | Oryginalna emisja w AXN |
| Sezon | Odcinek | Liczba Odcinki | Premiera sezonu         | Finał sezonu            | Premiera sezonu         | Finał sezonu            |
| ----- | ------- | -------------- | ----------------------- | ----------------------- | ----------------------- | ----------------------- |
| 1     | 1-21    | 21             | 23 września 2016        | 14 kwietnia 2017        | 5 grudnia 2017          | 8 maja 2018             |
| 2     | 22-44   | 23             | 29 września 2017        | 4 maja 2018             | 15 maja 2018            | 23 października 2018    |
| 3     | 45-66   | 22             | 28 września 2018        | 10 maja 2019            | 12 lutego 2019          | 28 października 2019    |
| 4     | 67-79   | 13             | 7 lutego 2020           | 8 maja 2020             | 27 maja 2020            | 22 czerwca 2020         |
| 5     | 80-94   | 15             | 4 grudnia 2020          | 30 kwietnia 2021        | 23 czerwca 2021         | 12 lipca 2021           |
| 6     | 95-?    |                |                         |                         |                         |                         |

## Produkcja
3 lutego 2016 roku, stacja CBS zamówiła pilotowy odcinek „Bull”.
W marcu 2016 roku, ogłoszono, że główna rolę w serialu zagra Lucas Till, który wcieli się w rolę genialnego MacGyvera.
W tym samym miesiącu, George Eads dołączył do serialu, wcielił się w rolę Jacka Daltona.
14 maja 2016 roku, stacja CBS oficjalnie zamówiła pierwszy sezon serialu na sezon telewizyjny 2016/2017.
14 czerwca 2016 roku, Justin Hires dołączył do serialu.
W lipcu 2016 roku, Sandrine Holt i Tristin Mays dołączyły do obsady.

17 października 2016 roku, stacja CBS zamówiła pierwszy pełny sezon.
Na początku stycznia 2017 roku, do obsady głównej dramatu dołączyła Meredith Eaton.

23 marca 2017 roku, stacja CBS zamówiła oficjalnie 2 sezon serialu.
18 kwietnia 2018 roku, stacja CBS zamówiła oficjalnie trzeci sezon. 
W połowie maja 2019 roku, CBS potwierdziła produkcję czwartego sezonu.
Na początku maja 2020 roku, stacja CBS przedłużyła serię na piąty sezon.